# Sugarfoot
Sugarfoot è una serie televisiva statunitense in 69 episodi trasmessi per la prima volta nel corso di 4 stagioni dal 1957 al 1961.

## Trama
Tom Brewster è un giovane che studia legge e vaga per il West. Arrivato nella cittadina di Bluerock in cerca di un ufficio postale viene fatto sceriffo suo malgrado ma la figlia dello sceriffo precedente ritiene che non abbia la stoffa per fare le veci dello sceriffo e lo chiama Sugarfoot.

## Personaggi e interpreti

### Personaggi principali
- Tom 'Sugarfoot' Brewster (68 episodi, 1957-1961), interpretato da Will Hutchins.

### Personaggi secondari
- Jay Hamilton (5 episodi, 1957-1961), interpretato da Terry Frost.
- Arkansas (4 episodi, 1958-1959), interpretato da Don 'Red' Barry.
- Jericho Dooley (4 episodi, 1958-1960), interpretato da Francis McDonald.
- James Reilly (4 episodi, 1958-1961), interpretato da Don Haggerty.
- Ames Markham (4 episodi, 1957-1961), interpretato da Frank Albertson.
- Christopher Colt (4 episodi, 1958-1959), interpretato da Wayde Preston.
- Alexi Sharlokov (4 episodi, 1958-1959), interpretato da Karl Swenson.
- Higgins (3 episodi, 1957-1958), interpretato da Stuart Randall.
- Jake Sloane (3 episodi, 1958-1960), interpretato da Mickey Simpson.
- giudice Wilson (3 episodi, 1958), interpretato da Paul Keast.
- Bob Hoyt (3 episodi, 1958-1959), interpretato da William Phipps.
- Ben Tracy (3 episodi, 1960), interpretato da Bob Wienskjo.
- Charlie (3 episodi, 1958-1960), interpretato da Charles Stevens.
- Blackie Stevens (3 episodi, 1958-1959), interpretato da Richard Reeves.
- Sceriffo (3 episodi, 1958-1961), interpretato da Kenneth MacDonald.
- Doc Spooner (3 episodi, 1957-1960), interpretato da Frank Ferguson.
- Dodie Logan (3 episodi, 1957-1958), interpretato da Venetia Stevenson.
- Charlie Cade (3 episodi, 1957-1958), interpretato da Will Wright.
- Henry (3 episodi, 1957-1960), interpretato da Slim Pickens.
- Doc Abercrombie (3 episodi, 1958-1960), interpretato da William Fawcett.
- Chris Andrews (3 episodi, 1957-1958), interpretato da Lane Bradford.
- Ken Brazwell (3 episodi, 1957-1958), interpretato da Michael Dante.
- Jasper Monday (2 episodi, 1958-1959), interpretato da Gerald Mohr.
- Cliff Raven (2 episodi, 1958), interpretato da Charles Bronson.
- tenente John Stickney (2 episodi, 1960), interpretato da Peter Breck.
- Toothy Thompson (2 episodi, 1961), interpretato da Jack Elam.
- Hank Gibson (2 episodi, 1958-1959), interpretato da Bing Russell.
- Bromfield (2 episodi, 1959-1960), interpretato da Charles Maxwell.
- Jim Brenan (2 episodi, 1960), interpretato da Donald May.
- Carl Conway (2 episodi, 1959-1960), interpretato da Robert Burton.
- Bronco Layne (2 episodi, 1959-1961), interpretato da Ty Hardin.
- Jenny Markham (2 episodi, 1957-1959), interpretato da Connie Stevens.

## Produzione
La serie fu prodotta dalla Warner Bros. Television e girata negli studios della Warner Brothers a Burbank in California.
La serie non ha alcuna attinenza con il film western del 1951 con Randolph Scott intitolato Sugarfoot a parte  il titolo. L'episodio pilota della serie è un remake di un film western del 1954 intitolato Lo sceriffo senza pistola (The Boy from Oklahoma), interpretato da Will Rogers, Jr. nel ruolo di Tom Brewster. Il pilota, intitolato Brannigan's Boots, era così simile al film che Sheb Wooley e Slim Pickens ripreso i loro ruoli del film. Come nel film, Brewster non usa mai armi da fuoco, preferendo usare con i cattivi la sua abilità di roping quando la persuasione amichevole fallisce. Forse per ragioni pratiche, il pilot alterò  un po' le attitudini del personaggio, facendolo riluttante ad usare armi da fuoco, ma disposto comunque ad utilizzarle come ultima risorsa. Secondo la canzone dei titoli iniziali Sugarfoot porta con sé un fucile così come un libro di legge.
Sugarfoot fu uno dei primi prodotti dell'alleanza tra la ABC e la neonata Warner Brothers Television, presieduta da William T. Orr. Nello stesso periodo, altre serie simili andarono in onda, come Maverick con James Garner e Jack Kelly, Cheyenne con Clint Walker, Bronco con Ty Hardin, Lawman con John Russell, e Colt .45 con Wayde Preston. Hutchins appare nel ruolo di Sugarfoot in alcuni episodi in crossover di Cheyenne e Maverick, e in una puntata di Bronco intitolata The Yankee Tornado, con Peter Breck nel ruolo di un giovane Theodore Roosevelt. Jack Kelly appare nel ruolo di Maverick Bart nell'episodio di Sugarfoot intitolato "A Price on His Head.

### Registi
Tra i registi della serie sono accreditati:
- Leslie Goodwins (11 episodi, 1959-1960)
- Franklin Adreon (10 episodi, 1957-1958)
- Joseph Lejtes (10 episodi, 1958-1959)
- Leslie H. Martinson (8 episodi, 1957-1959)
- Lee Sholem (7 episodi, 1958-1961)
- Montgomery Pittman (5 episodi, 1958-1959)
- Lew Landers (3 episodi, 1960-1961)
- Robert Altman (2 episodi, 1959-1960)
- William J. Hole Jr. (2 episodi, 1960)
- Irving J. Moore

## Distribuzione
La serie fu trasmessa negli Stati Uniti dal 1957 al 1961 sulla rete televisiva ABC. È stata poi pubblicata in DVD negli Stati Uniti dalla Alpha Video Distributors nel 2008.
Alcune delle uscite internazionali sono state:
- negli Stati Uniti il 17 settembre 1957 (Sugarfoot)
- in Spagna (Sugarfoot)
- nel Regno Unito (Tenderfoot)

## Episodi
| Stagione         | Episodi | Prima TV USA |
| ---------------- | ------- | ------------ |
| Prima stagione   | 20      | 1957-1958    |
| Seconda stagione | 20      | 1958-1959    |
| Terza stagione   | 20      | 1959-1960    |
| Quarta stagione  | 9       | 1960-1961    |